# Vico Equense

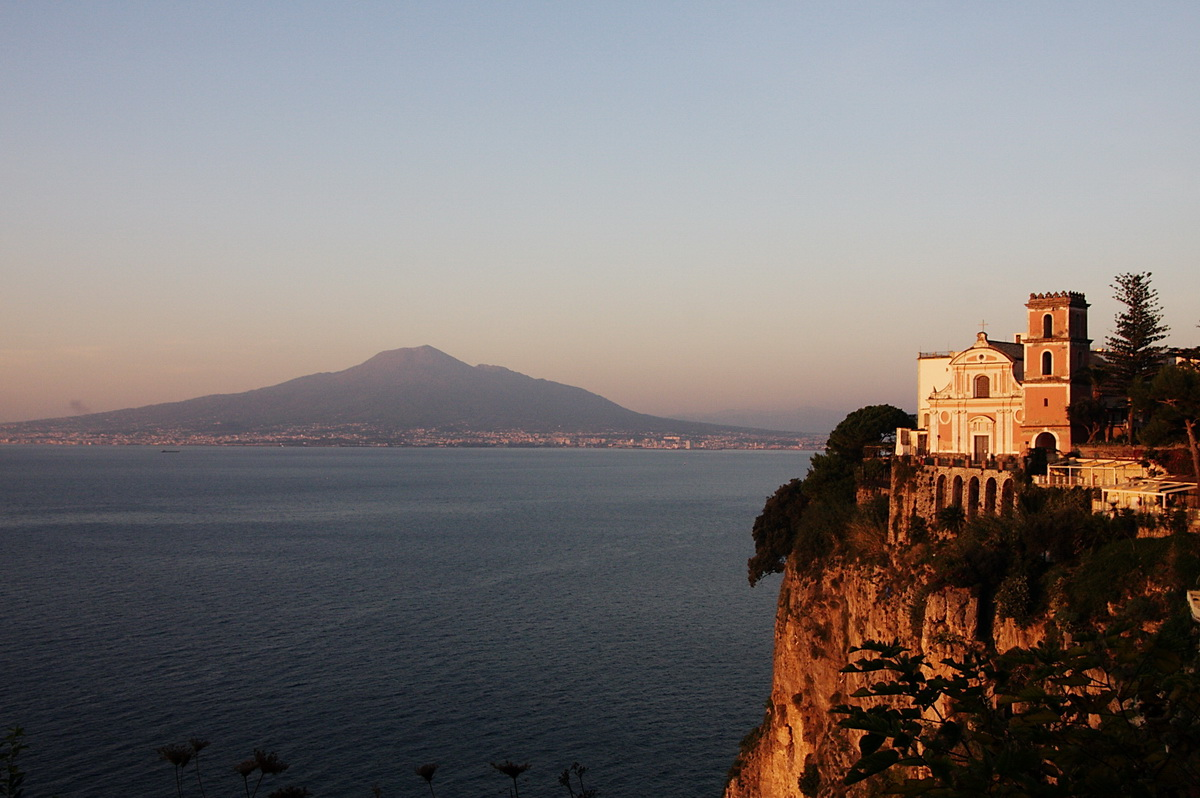
Die Kirche Santissima Annunziata von Vico Equense, der Golf von Neapel und der Vesuv

Vico Equense ist eine Küstenstadt mit 20.263 Einwohnern (Stand 31. Dezember 2023) in der italienischen Metropolitanstadt Neapel, in der Region Kampanien. Sie ist Teil der Bergkommune Comunità Montana Monti Lattari - Penisola Sorrentina. Der Ort ist populärer Aufenthaltsort vieler Touristen, aufgrund der Nähe zu vielen Sehenswürdigkeiten wie beispielsweise zur antiken Stadt Pompeji, zum Vesuv und zu Neapel selbst.
Vico Equense war Sitz des gleichnamigen Bistums, dessen Name heute als Titularbistum der römisch-katholischen Kirche genutzt wird.

## Geographie
Vico Equense liegt am nördlichen Ende der Halbinsel von Sorrent am Golf von Neapel. Zudem befindet sich der Ort am Fuße der Gebirgskette Monti Lattari, deren höchster Gipfel Sant’Angelo a Tre Pizzi eine Höhe von 1444 m hat. Die Stadt liegt an der Linie Napoli Porta Nolana – Sorrento der Regionalbahn Circumvesuviana.
Vico Equense grenzt an die Gemeinden Castellammare di Stabia, Meta, Piano di Sorrento, Pimonte und Positano (SA).

## Geschichte
Die Stadt Vico Equense ist wahrscheinlich eine phönizische oder griechische Gründung. Archäologische Funde belegen zudem die Anwesenheit der Etrusker, was bereits von den antiken Geschichtsschreibern Strabon und Plinius der Ältere postuliert wurde. In der Antike hieß die Ortschaft Aequana. Dieser Name könnte auf die Equi zurückgehen, ein lokaler Volksstamm, der zur Zeit der Punischen Kriege am Kampf gegen die Römer beteiligt war. Ein Erdbeben im Jahr 62 n. Chr. sowie der Großausbruch des Vesuv im Jahr 79 n. Chr. haben schwere Schäden verursacht. In den folgenden Jahrhunderten wurde Vico Equense erneut mehrfach zerstört, so beispielsweise im Jahr 553 durch die Goten und im 9. Jahrhundert durch die Sarazenen. Die Burg Castello Giusso von Vico Equense wurde 1301 von Karl II. von Neapel errichtet.

## Sehenswürdigkeiten
Eine zentrale Sehenswürdigkeit stellt die Kirche der Annunziata dar, die die einzige gotische Kirche auf der Halbinsel von Sorrent ist. Weitere Sehenswürdigkeiten sind die Burg Castello Giusso, die 1301 errichtet wurde und vom 17. bis 19. Jh. umgebaut wurde, und das Antiquarium, in dem archäologische Funde aus einer Nekropole ausgestellt werden, die aus dem Zeitraum des 7. bis 5. Jahrhunderts v. Chr. stammen.
Vico Equense ist heute für seine Thermalbäder und für die sogenannte Ein-Meter-Pizza bekannt.

## Bevölkerungsentwicklung
Die Bevölkerungsentwicklung Vico Equenses verzeichnet seit Beginn der Aufzeichnungen im Jahr 1861 einen steten Zuwachs. Zwischen 1991 und 2001 stieg die Einwohnerzahl von 18.967 auf 20.048 an. Dies entspricht einem prozentualen Zuwachs von 5,7 %.

## Söhne und Töchter der Stadt
- Giambattista della Porta (1535–1615), neapolitanischer Arzt
- Germano di Santo Stanislao (1850–1909), katholischer Ordenspriester, christlicher Archäologe, Ordenshagiograph und geistlicher Begleiter der hl. Mystikerin Gemma Galgani
- Elvio Porta (1945–2016), Autor, Drehbuchautor und Filmregisseur
- Arturo Aiello (* 1955), katholischer Geistlicher, Bischof von Avellino
- Maria Guida (* 1966), Langstreckenläuferin und Europameisterin im Marathon
- Massimo Paradiso (* 1968), Ruderer und zweifacher Weltmeister im Doppelvierer
- Maurizio Aiello (* 1969), Schauspieler
- Antonino Cannavacciuolo (* 1975), Koch und Fernsehmoderator
- Luca Parlato (* 1991), Ruderer; 2013 Weltmeister im Zweier mit Steuermann
- Riccardo Meli (* 2001), Sprinter
- Gaia Girace (* 2003), Schauspielerin

## Städtepartnerschaften
- Allauch – Frankreich